# Stephenson (Míchigan)
Stephenson es una ciudad ubicada en el condado de Menominee en el estado estadounidense de Míchigan. En el Censo de 2010 tenía una población de 862 habitantes y una densidad poblacional de 304,5 personas por km².

## Geografía
Stephenson se encuentra ubicada en las coordenadas 45°24′50″N 87°36′33″O / 45.41389, -87.60917. Según la Oficina del Censo de los Estados Unidos, Stephenson tiene una superficie total de 2.83 km², de la cual 2.83 km² corresponden a tierra firme y (0%) 0 km² es agua.

## Demografía
Según el censo de 2010, había 862 personas residiendo en Stephenson. La densidad de población era de 304,5 hab./km². De los 862 habitantes, Stephenson estaba compuesto por el 97.33% blancos, el 0.12% eran afroamericanos, el 0% eran amerindios, el 0.35% eran asiáticos, el 0% eran isleños del Pacífico, el 0.7% eran de otras razas y el 1.51% pertenecían a dos o más razas. Del total de la población el 2.2% eran hispanos o latinos de cualquier raza.